# جون بي. نورث
جون بي. نورث هو سياسي كندي، ولد في 2 نوفمبر 1825، وتوفي في 27 فبراير 1907. انتخب عضو مجلس نواب نوفا سكوتيا.